# Проклятие 2 (фильм, 2003)
«Проклятие 2» (яп. 呪怨2じゅおん2; англ. Ju-on: The Grudge 2) — японский фильм ужасов 2003 года режиссёра Такаси Симидзу. В Японии фильм вышел 23 августа 2003 года. Главный тезис всех фильмов: «Проклятие умерших обитает в местах, где они жили, поджидая новую жертву. Когда проклятие находит новую жертву — она умирает. А проклятие становится только сильнее.»

## В ролях
| Актёр            | Роль     |
| ---------------- | -------- |
| Норико Сакаи     | Киоко    |
| Тихару Нияма     | Томоко   |
| Кей Хори         | Норитако |
| Юи Итикава       | Чихару   |
| Шинго Катсураяма | Кейсуке  |
| Такако Фудзи     | Каяко    |
| Юя Одзеки        | Тосио    |
| Аюму Саито       | Масаши   |

## Сюжет
Фильм так же поделён на главы и подаётся в рваном повествовании, с каждой новой главой мы узнаём как проклятие легло на всех участников фильма.

### Пролог.
- Данная часть начинается с того, что двое молодых людей, девушка (Киоко Харасе) и парень (Масаши) едут на машине со съёмок телепередачи на которую пригласили девушку. Из их диалога мы узнаём что Киоко актриса и считается «королевой ужасов», так же они ждут ребёнка. Внезапно на пустой дороге они что-что переезжают, Масаши выходит посмотреть что произошло, и говорит, что они переехали чёрную кошку, возвращается в машину, и по дороге они видят Тосио (призрак умершего мальчика, в предыдущих частях является предвестником смерти) под рулевым управлением который выхватывает управление, и пара попадает в аварию. Масаши теряет сознание, а Киоко видит на руках, и ниже живота кровь, которая струёй спускается по ноге.

### Первая глава — Киоко.
- Масаси находится в состоянии комы, а Киоко получает ссадины и ушибы. И так же видит Тосио, принимая его за не рождённого ребёнка которого она потеряла. Дальше нам показывают съёмки фильма, при которых Тихару смотрит на Киоко, и теряет сознание. Киоко проходит обследование, и врач говорит что с ребёнком всё в порядке. При странных обстоятельствах умирает мать Киоко.

### Вторая глава — Томоко.
- Телеведущая, которая в начале главы слышит странный стук в стену. На следующий день в телецентре она встречается с гримером Мигуми и режиссёром передачи Кейсуке, они обсуждают передачу. Возвращаясь домой она видит силуэт и путает его со своим парнем Норитако, который заходит в дом спустя время. Дальше они вдвоём слышат странный стук в стену. Томоко уезжает на съёмки. Норитака звонит ей, чтобы сказать что будет дома поздно, но слышит странный звук в трубке. Возвращаясь домой, видит странный силуэт, получает звонок от Томоко и умирает. Дальше в дом возвращается Томоко, которая видя что творится в доме понимает, из-за чего стук, и так же умирает.

### Третья глава — Мигуми.
- Начинается в доме, где Такео убил свою жену Каяко, сына Тосио, и кошку Ма. После грима Мигуми видит странное пятно, от чего ей становится не по себе. При съёмках, звукорежиссёр слышит странный звук, из микрофона Киоко. А при диалоге Киоко с Мигуми, Мигуми дарит ей оберег, для лёгких родов. После съемок, Мигуми возвращается в комнату на втором этаже за сумочкой, и опять видит странное пятно, а Кейсуке в это время находит фото семьи Саэки, и дневник Каяко который он листает и кидает обратно. Возвратившись в телецентр, Кейсуке уснул за просмотром отснятого материала, из-за чего не видит всё то что творится на плёнке, затем мы видим гримёрную в которой погибает Мигуми.

### Четвёртая глава — Кейсуке.
- Начинается в доме Киоко в котором она видит призрак матери. Дальше нас переносят в больницу, в которой в себя приходит Масаси, они везут его на кресле на крышу, где Масаши трогает живот Киоко, и его начинает трясти, сцену прерывает Кейсуке. Он узнает про аварию в которую попала Киоко, и рассказывает, что пропала Томоко, а затем она и её парень были найдены убитыми в квартире. Так же пропала Мигуми, и оператор и звукорежиссёр. Он подвозит Киоко до дома, где они вместе видят Мигуми, которая заходит в дом. В доме она отдаёт дневник Каяко Кейсуке, и исчезает. Вдвоём они едут в архив, где читают о доме в котором жили и умерли семья Саэки. Киоко уезжает домой, где её будит дух матери, не давая Каяко к ней прикоснуться. А Кейсуке распечатывает, копии дневника Каяко, его начинает преследовать онрё, но он успевает убежать. На следующий день Киоко возвращается в дом, в котором видит Чихару которая стучит в дверь и просит свою подругу Хироми помочь ей, а по лестнице спускается Каяко.

### Пятая глава — Чихару.
- Показывают, как что-то прилетает в дом Саэкиэ. В ней оказывается Тихару, которая заходит в комнату и видит странное пятно, и слышит как что-то спускается с чердака в шкаф, и просыпается. Дальше Хироми предлагает сняться статистами в фильме своего двоюродного брата который снимает фильмы. Потом нас снова переносят в кошмар Тихару, которая пытается убежать из дома. Но просыпается в автобусе, и нам объясняют почему она потеряла сознание на съёмках. Потеряв сознание она возвращается на то же самое место своего кошмара, дверь открывает Хироми просит снять цепочку с двери, но Тихару срывает цепочку с шеи Хироми. Проснувшись она видит цепочку в своей руке и убегает, пытается закрыться в туалете, но видит там онрё она снова убегает, и умирает. Нам показывают флешбек, где Хироми пытается открыть дверь снаружи, но видит как онрё обнимает Чихару и дверь закрывается.

### Шестая глава — Каяко.
- Начинается с того, что Кейсуке возвращается к дому Саэки, в то время как Хироми убегает от входной двери. Войдя в дом он находит Киоко которая лежит без сознания, сжимая оберег. Дальше нам показывают больницу, где у неё начинаются схватки, а Масаси становится плохо. Дальше врачи что-то видят, а вместе с детским криком кто-то говорит, Кейсуке идёт на звук, видит мёртвых докторов слышит странные звуки, видит онрё и умирает. В сознание приходит Киоко, берёт бумажный пакет из которого доносится детский плач и прижимает его к себе. Сцена переносится на то, как мальчик прощается с друзьями и поднимается на переход через железную дорогу и там видит женщину, и странную девочку, в руках у которой тетрадь. Они проходят мимо, мальчик оборачивается, и видит как девочка толкает женщину с лестницы. Затем спускается вслед за ней забирает тетрадь и уходит.